# 列斯诺伊镇
列斯诺伊镇（羅馬化：Lesnoy Gorodok）是俄罗斯莫斯科州的市级镇，属州辖市奥金佐沃市（城市区），地处莫斯科州中西部，在区行政中心奥金佐沃及州府莫斯科西南方，东南侧靠近莫斯科州与莫斯科直辖市的边界。镇北侧有一条小河利科瓦河（Ликова）流经。
该地2021年人口有8,923人；2010年人口7,231；2002年人口5,098；1989年人口4,297。